# Dębina (wyspa)
Dębina (do 1945 niem. Groß Oderbruch) –  niezamieszkana wyspa, największa wśród wysp Międzyodrza. 
Administracyjnie leży w Szczecinie w dzielnicy Północ i zajmuje powierzchnię ok. 516 ha. Po stronie zachodniej wyspy płynie Odra Zachodnia, po wschodniej znajduje się jezioro Dąbie, a po południowej wody Świętej oddzielają Dębinę od Radolina i Czarnołęki (Dębinki). W części północnej wyspa otoczona jest wodami dwóch przesmyków Czapiny i Babiny łączących Dąbie z Odrą i tworzących wraz z Ińskim Nurtem wyspy Kaczą Wyspę i Mewią Wyspę. Około połowy swojej długości przecięta jest w osi wschód–zachód Kanałem Leśniczówka. Na obszarze wyspy umieszczono parę staw nabieżnikowych „Święta”, wchodzących w skład oznakowania nawigacyjnego toru wodnego Świnoujście–Szczecin. 
W czasach przedwojennych południowo-zachodni narożnik wyspy – w miejscu, gdzie Święta oddziela się od Odry – został od północy i wschodu odcięty sztucznie przekopanym Kanałem Żeglarskim. Na powstałej w ten sposób niewielkiej wyspie o kwadratowym kształcie, wybudowano niezachowaną współcześnie przystań żeglarską. Wyspa ta nazywa się Różanka, a przez żeglarzy zwana jest Kwadratem; nazwą Kwadrat określa się też ślepy żeglowny kanalik odchodzący od Świętej w głąb wyspy. Na wyspie miasto Szczecin wybudowało dwie przystanie żeglarskie: Zakątek Kwadrat w miejscu ślepego kanału za Różanką i Zakątek Głębia nad środkowym odcinkiem Świętej. Natomiast cypel na północnym skraju wyspy (na północ od Kanału Leśniczówka) żeglarze nazywają Ziemią Umbriagi na cześć znanego w Szczecinie kota-żeglarza.
Obszarami leśnymi wyspy wchodzącymi w skład leśnego kompleksu promocyjnego Puszcze Szczecińskie administrują Nadleśnictwo Trzebież i Wydział Lasów Miejskich Zakładu Usług Komunalnych w Szczecinie. 
9 lipca 2002 utworzono na powierzchni 819,55 ha zespół przyrodniczo-krajobrazowy „Dębina”. Rok później powierzchnia obszaru chronionego została pomniejszona z powodu wyłączenia czterech działek, na których znajduje się pole refulacyjne. 
Nazwę Dębina wprowadzono urzędowo rozporządzeniem w 1949 roku, zastępując poprzednią niemiecką nazwę Groß Oder-Bruch.